# Glasmarke
Unter einer Glasmarke (auch Glassignatur) versteht man das Kennzeichen, das eine Glashütte auf einem Glasbehälter anbringt, damit sie als Hersteller identifiziert werden kann.
Diese Glasmarke befindet sich in der Regel am unteren Rand oder auf dem Boden jeder Flasche und jedes Konservenglases.

## Gebrauch in Deutschland
Die Anbringung von Glasmarken wurde in der ersten Hälfte des 18. Jahrhunderts in Brandenburg eingeführt. Ab 1733 sollte auf jeder Flasche der ganze Name von jeder Glashütte gesetzt werden. Ab 1739 musste auch das Herstellungsjahr ergänzt werden, um bis dahin häufig falsch verwendeten Maßen zu begegnen.

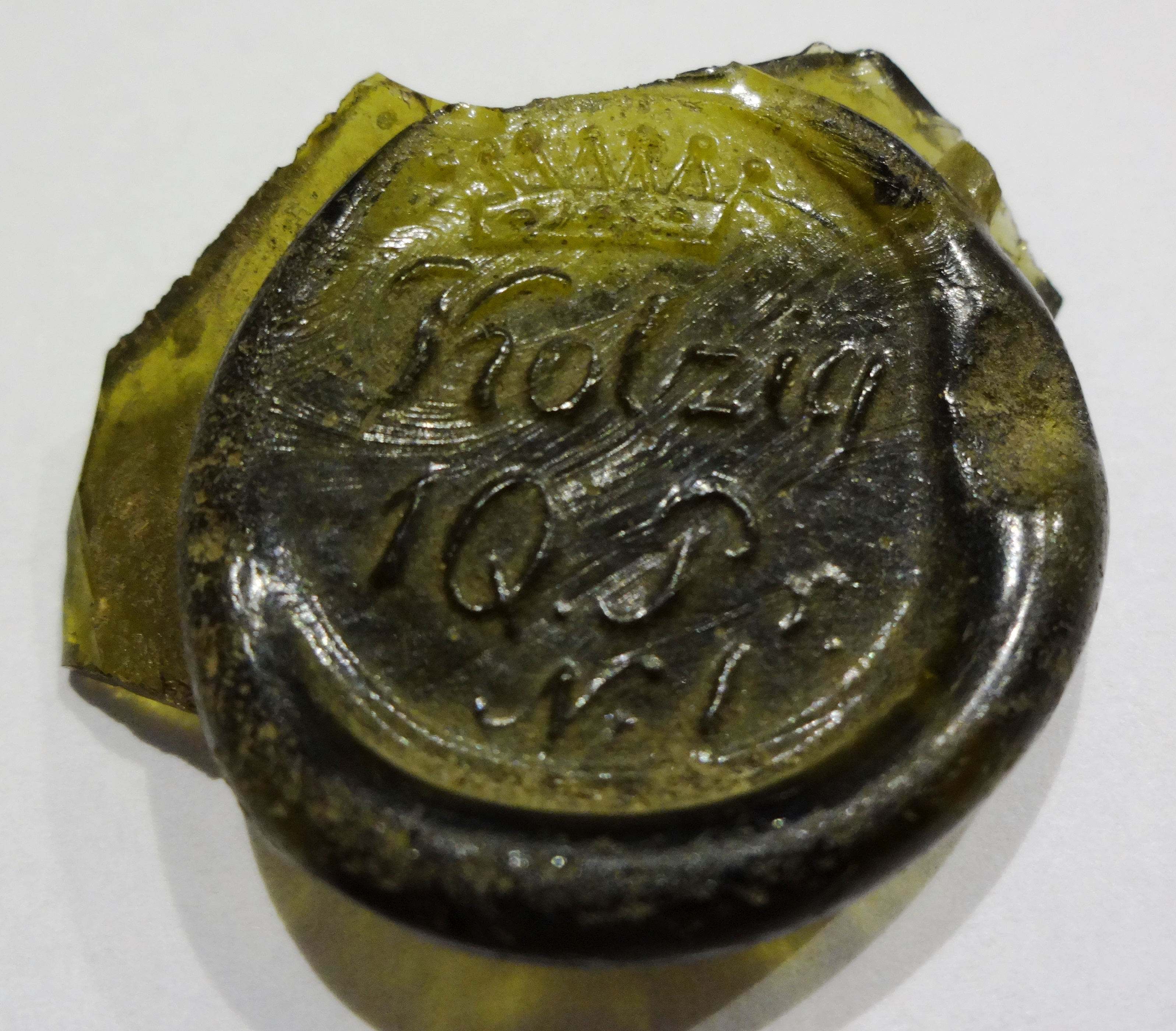
Glasmarke Kolzig ohne Jahreszahl

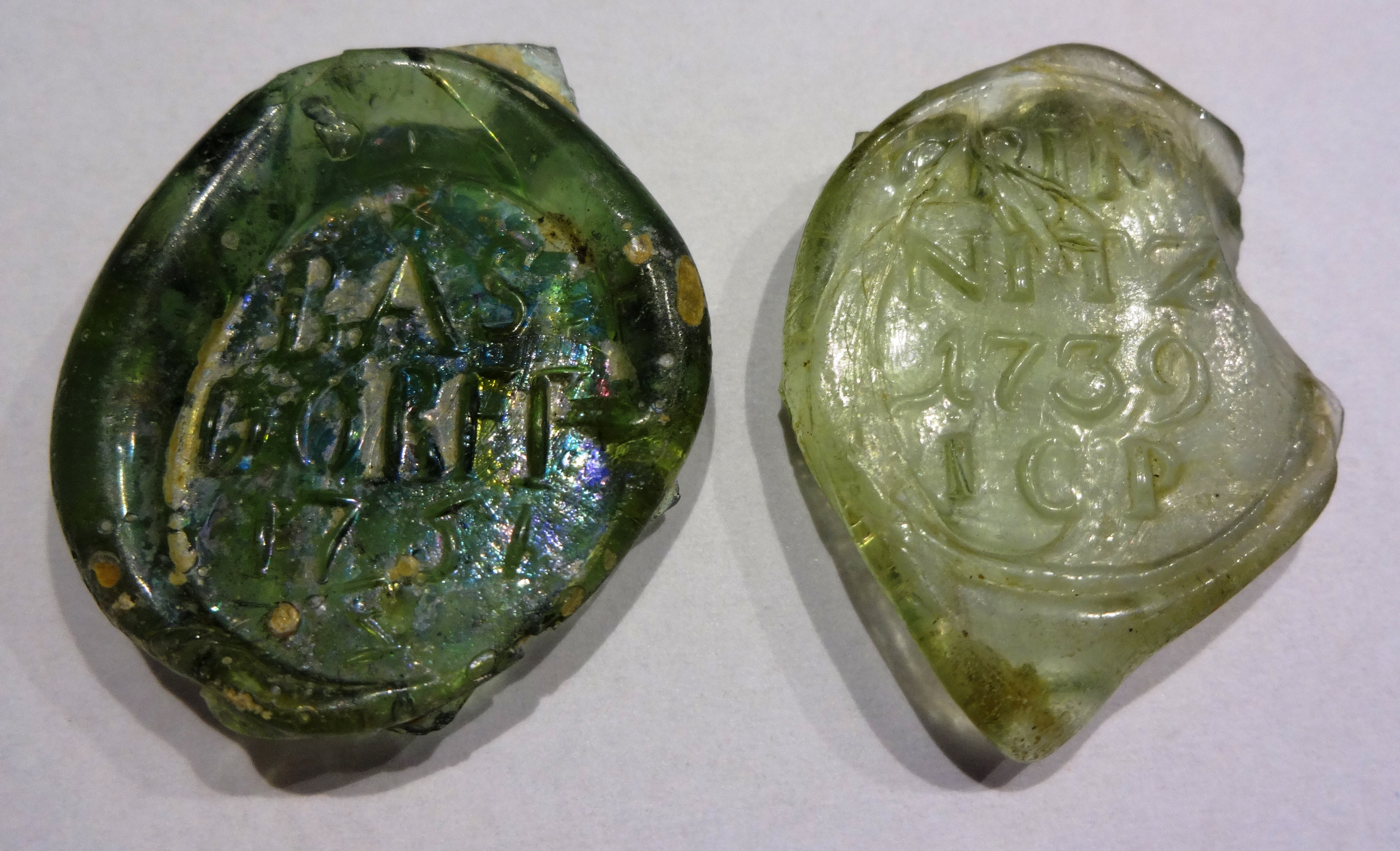
Glasmarken aus Basdorf mit Jahr 1751 und aus Grimnitz mit Jahr 1739

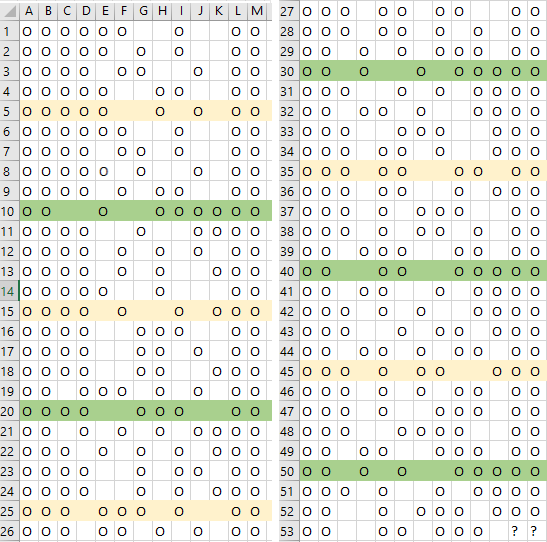
Glas-Formencode in maschinenlesbarer Ausführung

In Deutschland werden etwa 20 solcher Zeichen benutzt. Sie beinhalten meist einen oder mehrere Buchstaben, häufig von einem Kreis umgeben. B steht zum Beispiel für die Glashütte in Budenheim, G für Gerresheimer Glas, H für die Glashütte in Holzminden. Diese Herstellerzeichen werden von der Physikalisch-Technischen Bundesanstalt zugeteilt.
Neben der Glasmarke befinden sich weitere Zeichen, die angeben, wann und wo der Artikel hergestellt wurde, sowie Informationen zum Volumen. Die meist an erster Stelle befindliche ein- oder zweistellige Zahl bezeichnet die Nummer der Gussformen parallel arbeitender Produktionslinien ein und desselben Produkts. Meist auf der gegenüberliegenden Seite erscheint diese Glas-Formennummer ein weiteres Mal in Form eines maschinenlesbaren Noppen-Codes.
Die einzelnen Kennzeichen und ihre Anordnung sind in DIN 6121 festgelegt.

Glashütte Achern (O-I) – geschlossen
BA Glass (früher: Agenda Glas)
Ardagh Glass (alle Werke)
Ankerglas Bernsdorf (O-I)
Bernsdorfer Glas (O-I)
Glashütte Budenheim (O-I) – geschlossen
DNL
Glaswerk Ernstthal
Glaswerk Freital
Glaswerk Freital – neu
Gerresheimer Glashütte – geschlossen
Heinz-Glas
Hermann Heye (Ardagh)
Glashütte Holzminden (O-I)
SGD Kipfenberg
SGD Kipfenberg – neu
Lüner Glaswerke (Ardagh)
Nienburger Glas (Ardagh)
Noelle + von Campe
Oberland Glas (Verallia)
Owens-Illinois
Glaswerk Piesau (Heinz Glas)
PLM
Rexam Glas (Ardagh)
Ruhrglas (Saint-Gobain Oberland)
Spessart Glas (Gerresheimer)
Gebrüder Stoevesandt (O-I)
Tettauer Glashüttenwerke (Gerresheimer)
Thüringer Behälterglas (Wiegand)
Weck Glaswerk
Wiegand-Glas neu
Wiegand-Glas alt
Glashütte Wisthoff (Gerresheimer)